# Комаров (Винницкий район)

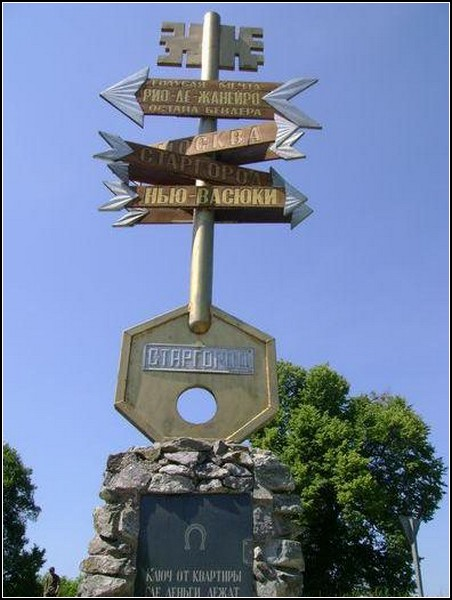
Памятник в селе, посвященный героям «12 стульев»

Комаров (укр. Комарів) — село в Винницком районе Винницкой области Украины.
Код КОАТУУ — 0520682403. Население по переписи 2001 года составляет 1190 человек. Почтовый индекс — 23251. Телефонный код — 432.
Занимает площадь 2,19 км².

## Религия
В селе расположен храм Архистратига Божьего Михаила. В феврале 2019 года настоятель этого храма перешёл из Украинской православной церкви (УПЦ) в новосозданную Православную церковь Украины (ПЦУ). Община УПЦ продолжила существование и служит в приспособленном помещении.

## Адрес местного совета
23251, Винницкая область, Винницкий р-н, с.Комаров, ул.Ленина, 30

## Известные люди
В селе родился Герой Советского Союза Григорий Савчук.